# Sisyrinchium ostenianum
Sisyrinchium ostenianum är en irisväxtart som beskrevs av Gustave Beauverd. Sisyrinchium ostenianum ingår i släktet gräsliljor, och familjen irisväxter.
Artens utbredningsområde är Uruguay. Inga underarter finns listade i Catalogue of Life.